# Peter Hrdlitschka
Peter Hrditschka (Canadá, 6 de noviembre de 1955) es un nadador canadiense retirado especializado en pruebas de estilo braza, donde consiguió ser medallista de bronce mundial en 1973 en los 4x100 metros estilos.

## Carrera deportiva
En el Campeonato Mundial de Natación de 1973 celebrado en Belgrado (Yugoslavia), ganó la medalla de bronce en los relevos de 4x100 metros estilos, nadando el largo de braza, con un tiempo de 3:56.37 segundos, tras Estados Unidos (oro con 3:49.49 segundos) y Alemania del Este (plata con 3:53.24 segundos).